# Сан у црвеном павиљону
„Сан у црвеном павиљону“ је кинески роман из 18. века. Припада скупини четири велика класична кинеска романа.
Написан је у средином 18. века за време династије Ћинг. Аутор је Цао Сјуећин, који је роман објавио анонимно, али се касније установило да је он аутор. Почео је да пише роман „Камен“, али га није завршио. Написао је 80 поглавља, а након његове смрти је додано 40 нових поглавља и наслов романа је промењен у „Сан у црвеном павиљону“. Делом је аутобиографски текст. Постоји посебна наука под именом „црвенологија“, која се бави проучавањем овог дела. Роман има 30 главних и преко 400 споредних ликова, углавном женских. Веома је богата психолошка карактеризација ликова. Детаљно приказује живот и социјалну структуру типичног кинеског племства 18. века. Црвени павиљон је назива за место становања девојака из богатих племићких породица.

## Језик
Роман је написан у писаном вернакулару (baihua) уместо у класичном кинеском (wenyan). Цао Сјуећин је био добро упућен у кинеску поезију и у класични кинески, пошто је писао трактове у полу-венјанском стилу, док је дијалог романа написан у пекиншком мандаринском дијалекту, који је постао основа модерног говорног кинеског. У раном 20. веку, лексикографи су користили овај текст да успоставе речник новог стандардизованог језика, а реформисти су користили овај роман за промовисање писаног стандардног језика.

## Пријем и утицаји у модерној ери
У касном 19. веку, утицај романа Сна у црвеном павиљону био је толико продоран да га је реформатор Љанг Ћичао напао заједно са још једном класичном новелом Прича о мочвари због „подстицања на пљачку и пожуду”, као и због загушивања увођења западних романа, које је он сматраво у већој мери друштвено одговорним. Угледни научник Ванг Гуовеј је међутим произвео нов метод књижевног тумачења у свом иновативном и револуционарном есеју из 1904. године, у коме се позивао на филозофију Артура Шопенхауера. Ванг је називао ову новелу „трагедијом трагедија”, која је у контрасту са просперитетним завршецима већине ранијих драма и дела фикције.
У раном 20. веку, мада је Нови културални покрет имао критичко становиште према конфуцијанским класицима, научник Ху Ших је користио оруђа филолошког критицизма да стави роман под потпуно другачије светло, и да га декларише темељом националне културе. Ху и његови ученици, Гу Ђеганг и Ју Пингбо, први су утврдили да је Цао Сјуећин био аутор дела. Озбиљан третман питања ауторства је произвео виши ниво поштовања фикције, с обзиром на то да мање обимни облици књижевности традиционално нису били приписивани специфичним индивидуама. Ху је затим надоградио Цај Јуенпеја истраживањима штампане историје раних издања да би припремио поздане текстове за читање. Финални, и у неким аспектима најважнији задатак, било је проучавање речника и употреба Цајевог пекиншког дијалекта као основе за модерни мандарински.
Током 1920-их, научници и посвећени читаоци су развили Хунгсјуе, или редологију у научно поље и популарну авокацију. Међу жудним читаоцима је био млади Мао Цедунг, који је касније тврдио да је прочитао новелу пет пута и величао ју је као једно од највећих кинеских књижевних дела. Утицај тема и стила новеле су евидентни у многим модерним кинеским прозним радовима. Почетак 1950-их је био богат период за редологију. Тад је дошло до објављивања главних студија Ју Пингба. Џоу Жучанг, који је као млади научник привукао пажњу Ху Шиха крајем 1940-их, објавио је своју прву студију 1953. године, која је постала бестселер. Међутим, 1954. године Мао је лично критиковао Ју Пингба због његовог „буржоаског идеализма” у виду пропуштања да нагласи да је роман изложио декаденцију „феудалног” друштва, као и одсуства разматрања теме класне борбе. Током Кампање стотине цветова, Ју је био тешко критикован, али су напади били толико екстензивни и пуни цитата из његовог рада да су заправо ширили Јуове идеје до многих људи који иначе не би знали за њихово постојање.
Током Културне револуције, роман је иницијално био под ватром, али је у наредним годинама брзо повратио свој престиж. Џоу Жучанг је наставио свој животни рад, и до краја је објавио више од шездесет биографских и критичних студија. Године 2006, Џоу, који је дуго били неповерљив према Гаовим издањима, заједно је са новелистом Љу Синвуом, аутором популарних студија о роману, произвео је нову верзију 80 поглавља. У том раду је Џоу елиминисао Ченг-Гаове измене. Љу је комплетирао завршетак који је наводно био веродостојнији првобитној намери аутора.

## Преводи и пријем на Западу
Превод Цаове прозе је велики изазов, која користи многе нивое колоквијалног и књижевног језика и инкорпорира форме класичне поезије које су саставни део романа. Једна недавна студија је закључила да је овај рад „изазов чак и за најсналажљивије преводиоце, и да процес његовог превођења на други језик неумитно узрокује више преводних проблема, техника и принципа од процеса превода било ког другог књижевног рада.”
Први забележени покушај превођења романа на енглески је извршио 1812. године чувени протестантски мисионар и синолог Роберт Морисон (1782–1834) када је он превео део четвртог поглавља новеле, с циљем његовог објављивања у другом тому своје књиге Horae Sinicae (ова књига никад није била објављена). Године 1816, Морисон је објавио превод конверзације из поглавља 31 у свом уџбенику кинеског језика Дијалоги и самостална реченице на кинеском језику. Године 1819, кратак одломак из поглавља 3 превео је познати британски дипломата и синолог Џон Франсис Дејвис (1795–1890) и објавио је свој превод у часопису Лондонски журнал кварталних прегледа (London Journal Quarterly Review). Дејвис је исто тако објавио поему из поглавља 3 новеле 1830. године у журналу Трансакције у издању Краљевског азијског друштва.
Следећи превод на енглески је била дословна транслација одабраних пасуса припремљених за стране студенте кинеског језика коју је објавила издавачка кућа Штампа презбитеријанске мисије (Presbyterian Mission Press) из Нингбоа 1846. године. Едвард Чарлс Баура из Кинеске поморске царинске службе објавио је превод првих осам поглавља 1868. године, а Х. Бенкрофт Џоли првих четрдесет шест поглавља 1892. године.
Скраћени превод аутора Ванг Чи-Чена, у коме је наглашена централна љубавна прича је објављен 1929. године, са предговором који је написао Артур Вејли. Вејли је рекао да у одломцима који преносе снове „највише осећамо симболичку или универзалну вредност” ликова. „Пао Ју”, наставио је Вејли, представља „машту и поезију”, а његов отац „све те мрачне моћи педантерије и ограничења која ометају уметника ...” У једном прегледу из 1930. године Вангове верзије превода, Хари Клеменс из часописа Вирџинијски квартални преглед написао је „ово је сјајан роман,” и заједно са Романсом три краљевства, он се „рангира међу најважнијим” новелама класичне кинеске литературе. Мада је Клеменс сматрао да је „значење само фрагментарно откривено” у енглеском преводу прозе и да је „велики број инцидената” и „већина поезије” изостављена, ипак је сматрао да је „у сваком случају напор читања Сна у црвеном павиљону еминентно вредан прављења.” Године 1958 Ванг је објавио проширену верзију свог ранијег скраћеног издања, мада је она још увек била скраћена за 60 поглавља.
Ток превода и књижевних студија на Западу је стално растао, потпомогнут повећаним степеном познавања кинеског језика. Превод на немачки језик из 1932. године аутора Франца Куна био је базиран на скраћеној верзији. Превод Сна у црвеном павиљону аутора Флоренс и Исабле Макхју објављен 1958, и каснија француска верзија Брамвела Ситона Бонсала, комплетирали су транслацију дела у 1950-тим, која је у данашње време доступна на вебу. Критичар Антони Вест писао је у часопису Њујорчанин 1958. године да је ова новела за кинеску књижевност „попут оног што је рад Браћа Карамазови за руску и У трагању за изгубљеним временом за француску литературу”, и „да је то без сумње један од највећих романа у целокупној књижевности.” Кенет Рексрот је у једном прегледу из 1958. године написао да Макхјуев превод, сврстава новелу међу „највеће радове прозне фикције у целокупној историји књижевности”, због његове „дубоке хуманости”.
Први комплетни превод на енглески је објавио Дејвид Хокс, неких век и по након првог енглеског превода. Хокс је већ био признати редолог и претходно је превео Чу Ци кад му је издавачка кућа Пингвин класици предложила 1970. године да припреми превод који би могао привући читаоце на енглеском језику. Након што је оставио свој професорски положај, Хокс је објавио првих осамдесет поглавља у три књиге (1973, 1977, 1980). Прича о камену (The Story of the Stone) (1973–1980), првих осамдесет поглавља које је Хокс превео и задњих четрдесет које је превео Џон Минфорд састоји се од пет томова, 2.339 страна стварног основног текста (не рачунајући предговор, уводе и апендиксе). Укупни број речи у овом издању енглеског превода Пингвин класика се процењује да је 845.000. Године 1980. у једном прегледу Хоксовог и Минфордовог превода објављеном у магазину Њујорк ривју оф букс, Фредерик Вејкман млађи описује новелу као „ремек-дело” и рад „књижевног генија”. Синтија Л. Ченаулт са Универзитета у Флориди је изјавила да је „Сан признат као један од највише психолошки пенетрирајућих романа светске књижевности”. Мајкл Ортофер са онлајн књижевног сајта Комплетни преглед проглашава ову новелу једном од неколико дела која се могу узети у обзир за наслов „књиге миленијума”, као и ретким књижевним комадом „у коме особа може у потпуности да изгуби себе”.
Године 2014, један скраћени превод Сна аутора Лина Јутанга поново се појавио у јапанској литератури. Линов превод, око половине садржаја оригинала, се не сматра дословним.